# Josef Landgraf
Josef Landgraf, né le 29 juillet 1924 à Vienne et mort le 5 avril 2018 dans la même ville, est un résistant autrichien.

## Biographie
Depuis le début de l'année 1939, le jeune gymnaste viennois Josef Landgraf écoute la BBC et la radio de la révolution européenne (Sender der europäischen Revolution (de)) animée depuis Londres par les émigrés socialistes. 
À partir de septembre 1941, il reproduit dans des tracts le contenu des émissions, renseignant sur les pertes allemandes au front ou critiquant les activités antireligieuses du NSDAP. Pour la confection et la distribution des tracts, il a l'aide de ses camarades de classe : Ludwig Igalffy, Friedrich Fexer et Anton Brunner. Trois semaines plus tard, il est dénoncé et le 20 septembre 1941, il est arrêté par la Gestapo.
Le 23 août 1942, Josef Landgraf et Anton Brunner sont condamnés à mort par le Volksgerichtshof. Ils sont alors transférés dans les « cellules de la mort » du tribunal régional de Vienne. Les autres membres du groupe sont condamnés à six et huit ans de prison.

« Les tracts avaient pour but de promouvoir les objectifs de la propagande de guerre ennemis visant à renverser l'État allemand, à arracher des territoires au Reich et à saper le moral de la population allemande »

— - Extrait du jugement
 Les parents de Josef Landgraf présentent une demande de grâce. Le 21 septembre 1943, soit un an après la condamnation à mort, il est gracié et la peine commuée à sept ans d'emprisonnement.
Le 9 octobre 1943, Josef Landgraf est transféré à Kaiser-Ebersdorf, où il est détenu jusqu'à sa libération le 7 avril 1945.

## Citation
« Mon défunt époux, Günther Hamann, était un camarade de classe de Josef Landgraf. Il sympathisait avec lui, mais n'a pas participé par peur des conséquences évidentes, comme lui-même l'a toujours souligné plus tard. Sa considération était d'autant plus grande, oui, sa stupéfaction, devant la fidélité aux principes et la radicalité du jeune Josef Landgraf »

— Brigitte Hamann, historienne.